# Cerkiew Przemienienia Pańskiego w Bielicy
Cerkiew Przemienienia Pańskiego w Bielicy – cerkiew greckokatolicka w Bielicy, w województwie zachodniopomorskim. 
W dniu 1 września 2012 roku został poświęcony kamień węgielny pod budowę nowej świątyni greckokatolickiej. Pod koniec września 2012 roku zostały już prawie ukończone mury nowej budowli. Cerkiew została konsekrowana w dniu 23 sierpnia 2014 roku przez Włodzimierza Juszczaka, ordynariusza eparchii wrocławsko-gdańskiej
Parafia greckokatolicka w Bielicy istnieje od 2004 roku. Należy do eparchii wrocławsko-koszalińśkiej.